# Krzysztof Rey (zm. 1625)
Krzysztof Rej herbu Oksza (zm. 1625) – dworzanin królewski, stolnik lubelski od 1590, poseł na sejm, działacz kalwiński.
Syn Mikołaja Reja z Nagłowic.
Dziedzic Rejowca, Popkowic i Skorczyc, właściciel Błogoszowa i kilku wsi koło Bochni.
Studiował w Lipsku w 1593 roku. Jako deputat na Trybunał Główny Koronny w Lublinie był wybrany prowizorem przez protestancko-prawosławną konfederację wileńską w 1599 roku.
Był poborcą podatków województwa lubelskiego w 1590, 1609 i 1611 roku. Poseł na sejm 1611 roku z województwa lubelskiego.